# Guglielmo Scheibmeier
Guglielmo Scheibmeister, detto Bubi (Dobbiaco, 26 maggio 1924), è un ex bobbista italiano, atleta pusterese attivo negli anni cinquanta.

## Biografia
Vinse la medaglia d'oro nel bob a due ai campionati mondiali di Cortina d'Ampezzo 1954, in coppia con Andrea Zambelli.